# Breguet Bre 790 Nautilus
Il Breguet Bre 790 Nautilus era un idroricognitore monomotore, in configurazione spingente, ad ala alta sviluppato dall'azienda aeronautica francese Breguet, verso la fine degli anni trenta del XX secolo e rimasto allo stadio di prototipo.

## Storia del progetto
Nella seconda metà degli anni trenta del XX secolo fu avviato un programma di ammodernamento della flotta aerea francese. Gli sforzi congiunti del Ministère de l'Air e della Ministère de la Marine si integrarono nell'emissione della specifica A46 che richiedeva un moderno velivolo da ricognizione e pattugliamento navale a corto raggio. In risposta a questa specifica la Breguet progettò il modello Bre 790 Nautilus, un piccolo idrovolante monomotore di costruzione interamente metallica, che nel 1938 fu ordinato in due prototipi per le valutazioni. Lo sviluppo del nuovo velivolo andò avanti rapidamente, e il primo prototipo andò in volo per la prima volta nel giugno 1939. I primi collaudi diedero esiti positivi, anche se emersero alcuni problemi di stabilità in acqua. Il prototipo Bre.790.01 ricevette quindi una serie di modifiche, inclusi l'allungamento della fusoliera di 35 cm e l'installazione di due piccoli stabilizzatori verticali su ciascun lato dell'impennaggio di coda a deriva singola.

## Descrizione tecnica
Il Breguet Bre 790 Nautilus era un idrovolante da ricognizione scafo centrale, monoplano, monomotore, triposto. L'ala era posta in posizione alta sulla fusoliera, era ricoperta in metallo, e sosteneva i due galleggianti stabilizzatori, uno per lato. Essa terminava con un bordo arrotondato. La fusoliera terminava posteriormente con un impennaggio di coda cruciforme, ed era di costruzione completamente metallica. Sopra l'ala contenuto in una apposita gondola collegata alla fusoliera da quattro montanti era installato il propulsore.
Il propulsore erano un motore in linea Hispano-Suiza 12Xirs a 12 cilindri raffreddati a liquido eroganti la potenza di 720 hp (290 kW), azionante un'elica tripala metallica in posizione spingente.
L'equipaggio era composto da tre persone, pilota, osservatore e mitragliere. Il pilota e l'osservatore erano alloggiati in un abitacolo vetrato davanti all'ala, mentre il mitragliere era alloggiato dietro l'ala in una postazione aperta.
L'armamento di basava su 2 mitragliatrici Darne Mle 1933 calibro 7,5 mm, e due bombe G2 da 75 kg.

## Impiego operativo
Il prototipo venne consegnato per le prove ufficiali al Commission d'Experience Pratique d'Aeronautique nel febbraio 1940 e vennero giudicate positivamente le modifiche da esso ricevute. La Marine nationale ordinò un lotto di 75 velivoli, di cui solo 15 dovevano essere assemblati direttamente dalla Breguet, mentre i restanti 50 dovevano essere realizzati a Tolone. Nel frattempo erano iniziate le prove di volo del secondo prototipo, Bre.790.02, che differiva dal primo solo per delle piccole modifiche al disegno dello scafo.
I preparativi per la produzione in serie erano in pieno svolgimento quando nel maggio del 1940, dopo l'inizio della battaglia di Francia, l'Aéronavale ridusse l'ordine iniziale a 45 esemplari al fine di favorire la produzione di velivoli da caccia di cui vi era un disperato bisogno dato il precipitare della situazione bellica. Nessuno dei velivoli ordinati fu completato prima della firma del armistizio di Compiègne nel giugno successivo.
Il destino finale dei due prototipi è incerto, sembra che uno di loro sia stato danneggiato durante le prove, mentre secondo altre fonti gli aerei vennero usati operativamente in missioni di pattugliamento marittimo per un certo periodo.
Poco prima della fine del programma la Breguet sviluppò altre due versioni del Nautilus: il Bre.791 dotato un motore radiale Gnome-Rhône 14M e il Bre.792 che doveva essere un velivolo da ricognizione a imbarcato sulle grandi unità, dotato di due motori in linea Béarn 6 raffreddati ad aria, ali ripiegabili e predisposizione per il lancio da una catapulta. Entrambe le nuove versioni rimasero allo stadio di progettazione.

## Versioni
- Bre 791: versione dotata di propulsore radiale Gnome-Rhône 14M.[2]
- Bre 792: versione bimotore destinata all'imbarco sulle grandi navi di superficie, dotato di ali ripiegabili, e predisposizione al lancia da catapulta.[2]

## Utilizzatori
Francia
- Aéronautique navale

### Annotazioni
1. ↑  Nel 1939 la Breguet aveva acquistato dalla Latecoere gli stabilimenti di Tolosa, Bayonne e Biscarrosse, ampliando notevolmente la propria base produttiva.

### Fonti
1. ↑  Aviafrance.
2. 1 2 3 4  Green 1968, pp. 13-14.
3. 1 2 3 4 5 6 7 8 9 10 11 12 13  Airwar.
4. 1 2 3 4 5 6 7  Warthunder.
5. 1 2  Green 1968, p. 14.